# Victor Michel
Victor Joseph Jules Michel (ur. 2 września 1915 w Limbourgu, zm. 5 listopada 1982 w Brukseli) – belgijski polityk, działacz związkowy i katolicki, partyzant, poseł do Parlamentu Europejskiego I kadencji.

## Życiorys
Zakończył naukę w wieku 15 lat, następnie pracował jako pomocnik fotografa i urzędnik. Później kształcił się w zawodzie technika przemysłowego i w Institut Supérieur d’Action Sociale. Dołączył do chrześcijańskiego związku zawodowego Jeunesse ouvrière chrétienne, w 1936 dołączył do jego sekretariatu generalnego. Podczas II wojny światowej walczył w kampanii belgijskiej, awansując do stopnia podoficera i specjalizując się w fotografii powietrznej. W maju 1940 dostał się do niewoli, z której uciekł w kolejnym miesiącu, dołączył następnie do sił ruchu oporu pod pseudonimem „Georges Lambert”. Działał w podziemnej organizacji Réseau Socrate, zajmując się m.in. tworzeniem ulotek. W czerwcu 1942 aresztowany przez Geheime Feldpolizei, więziono go do listopada tegoż roku. Od 1943 działał w grupie Luc, organizując sprzeciw wobec pracy przymusowej, pomoc dla Żydów i finansowanie ruchu oporu.
Po wojnie zatrudniony w centrali związkowej Mouvement ouvrier chrétien, której przewodził od 1973 do 1979. Działał także jako szef organizacji Mouvement populaire des familles oraz europejskiej federacji organizacji rodzinnych, należał także do organizacji religijnych i kulturalnych. Wstąpił do Partii Społeczno-Chrześcijańskiej, od 1968 do 1979 był jej wiceprzewodniczącym, a od czerwca do lipca 1968 – p.o. przewodniczącego. W 1979 wybrano go posłem do Parlamentu Europejskiego, przystąpił do Europejskiej Partii Ludowej. Zmarł w trakcie kadencji.
Od 1943 żonaty z Marie-Louise Van Haelen, miał pięcioro dzieci.

## Odznaczenia
Za działalność wojenną wyróżniony m.in. Medalem za Odwagę w Sprawie Wolności, Krzyżem Wojennym z palmami, Medalem Pamiątkowym za Wojnę 1940–1945, Krzyżem Więźniów Politycznych 1940–1945 oraz Medalem Zbrojnego Oporu 1940–1945. Odznaczony także Orderem Leopolda II V klasy.